# Batalla de Karanovasa
La Batalla de Karanovasa (lit. "batalla de las trincheras") tuvo lugar el 10 de octubre de 1394 entre el ejército de Valaquia dirigido por el voivoda Mircea I contra una invasión Otomana liderada por el sultán Bayaceto I. Esta batalla se confunde a veces con la posterior batalla de Rovine (lit. "Batalla de los Pantanos") entre los mismos combatientes, y que tuvo lugar también a lo largo del valle del río Arges.

## Antecedentes
El Imperio Otomano emergió como un pequeño principado en el siglo XIV en la parte noroeste de la península de Anatolia . En las décadas siguientes, los sultanes otomanos combinan su fuerza militar cada vez mayor con la astuta política dinástica para expandir su territorio hacia el este en la totalidad de Anatolia y hacia el oeste en la península de los Balcanes. Así, en 1387 Murad I (1362-1389) conquistó gran parte de Grecia y luché con un gran ejército cristiana en la batalla de Kosovo en 1389. En la década de 1390 su sucesor Bayaceto I (1389-1402) estableció su soberanía sobre Esteban Lazarević de Serbia , el imperio de Bulgaria de Ivan Shishman y el Despotado de Vidin de Ivan Sratsimir . El Imperio Otomano se había convertido en una de las potencias más importantes en los Balcanes, amenazando a los restantes estados independientes de Europa central: Valaquia , Moldavia , el Reino de Hungría , así como las colonias venecianas en el mar Egeo . Mircea de Valaquia previamente asegura una alianza con varios príncipes Karamanidas de Anatolia, que antagonizan con Bayaceto I. Sin embargo, a pesar de que Bayaceto derrota a los Karamánidas, tuvo que planificar y actuar cada acción con cuidado, ya que tenía más enemigos que amigos entre la aristocracia turca musulmana, y podría no simplemente dar la vuelta y declarar una nueva " guerra santa "contra aquellos cuyas tropas ayudaron a los príncipes Karamánidas en Anatolia. Su oportunidad llegó cuando los valacos y los húngaros invadieron los Estados débiles del sur del Danubio, que eran vasallos de Bayaceto. Los valacos ocuparon el Principado de Karvuna y la ciudad de Silistra , aparentemente con el consentimiento de Ivan Shishman, mientras que los húngaros trataron de conquistar el Despotado de Vidin  . Estas infracciones en las tierras de sus vasallos dieron autoridad Bayaceto a moverse.
Al regresar de Asia Menor a los Balcanes en 1393, el sultán expulsó a los valacos de Silistra y la Dobruja, y declaró que el Zarato de Tarnovo , incapaz de valerse por sí misma, era ahora un pashalik Otomano. El ataque final sobre Valaquia iba a tener lugar.

## Batalla
En el otoño de 1394, después de una campaña de incursiones a lo largo de la orilla derecha del Danubio , Bayaceto lanzó el ataque a Valaquia. Él ordenó el ejército de la Rumelia otomano , y los ejércitos de sus vasallos balcánicos , la mayoría de los cuales eran búlgaros y serbios bajo Stefan Lazarevic , hijo del fallecido príncipe serbio Lazar. Los ejércitos cruzaron el Danubio en Nicópolis, en avanzada a lo largo del río argeş con la intención de capturar Curtea de Arges , la capital de Valaquia. Después de una marcha de una semana en la que los constantes ataques de Valaquia pasaron factura, el ejército de Valaquia se reunió con el otomano el 10 de octubre . Los valacos lanzaron una emboscada repentina de los bosques, lentamente empujando de cerca a los otomanos a la orilla del río Arges.  El enfrentamiento más sangriento tuvo lugar alrededor del campamento otomano,  reforzado con muros de tierra, empalizadas y fosos (Hendek en turco). Por lo tanto, el nombre con el que aparece esta batalla en las crónicas de Serbia, es como la batalla de las trincheras (de Karanovasa). Rodeados, los otomanos lograron resistir hasta el amanecer, cuando Bayezid apenas logró escapar de la batalla, huyendo sobre el Danubio. Sin embargo, la mayor parte de sus ejércitos y sus vasallos perecieron, entre ellos el hijo del rey de Serbia, Marko Kraljević.

## Consecuencias
Resultó en que sus vasallos sufrieron más de la "ayuda" a los Sultanes de lo que hizo a partir de los valacos y húngaros. El Zarato de Tarnovo no sólo cesó su existencia, sino también que Ivan Shishman fue acusado de colaboración con el enemigo y fue ejecutado por orden del sultán. Bayaceto pasó el invierno y la primavera en guerra en Anatolia con los príncipes selyúcidas, que sitian Constantinopla , y dejando las tierras al sur del Danubio en manos de Mircea, que ya logró provocar una rebelión anti-otomana hasta el sur de Rumelia.
Un ataque mucho mejor preparado, en la que todo el ejército otomano, así como la totalidad de los vasallos otomanos tomaron parte, fue llevada a cabo por el sultán en primavera, mayo de 1395. Los documentos de alianza firmado en Braşov el 7 de marzo, entre Mircea y Segismundo de Luxemburgo , revelan que por 1395, una enorme concentración de las fuerzas otomanas se llevó a cabo en el sur de Dobruja. El ejército otomano lanzó un ataque bidireccional a través de Nicópolis, y a través de Vidin-Craiova. Otro grupo del ejército otomano, dirigido por Vlad I de Valaquia , el sobrino de Mircea, que estaba tratando de tomar el trono con el apoyo de Turquía, estaba invadiendo a lo largo del río Ialomiţa . Frente a una fuerza mucho más grande, Mircea aplicó tácticas de guerrilla, y retraso la confrontación directa con el ejército otomano hasta que recibió ayuda de su aliado Segismundo. El enfrentamiento final se llevaría a cabo en la Batalla de Rovine (lit. "Batalla de los Pantanos").
- Datos: Q4871384